# Rhotana vettia
Rhotana vettia är en insektsart som först beskrevs av Ronald Gordon Fennah 1979.  Rhotana vettia ingår i släktet Rhotana och familjen Derbidae. Inga underarter finns listade i Catalogue of Life.